# Velhartická archa

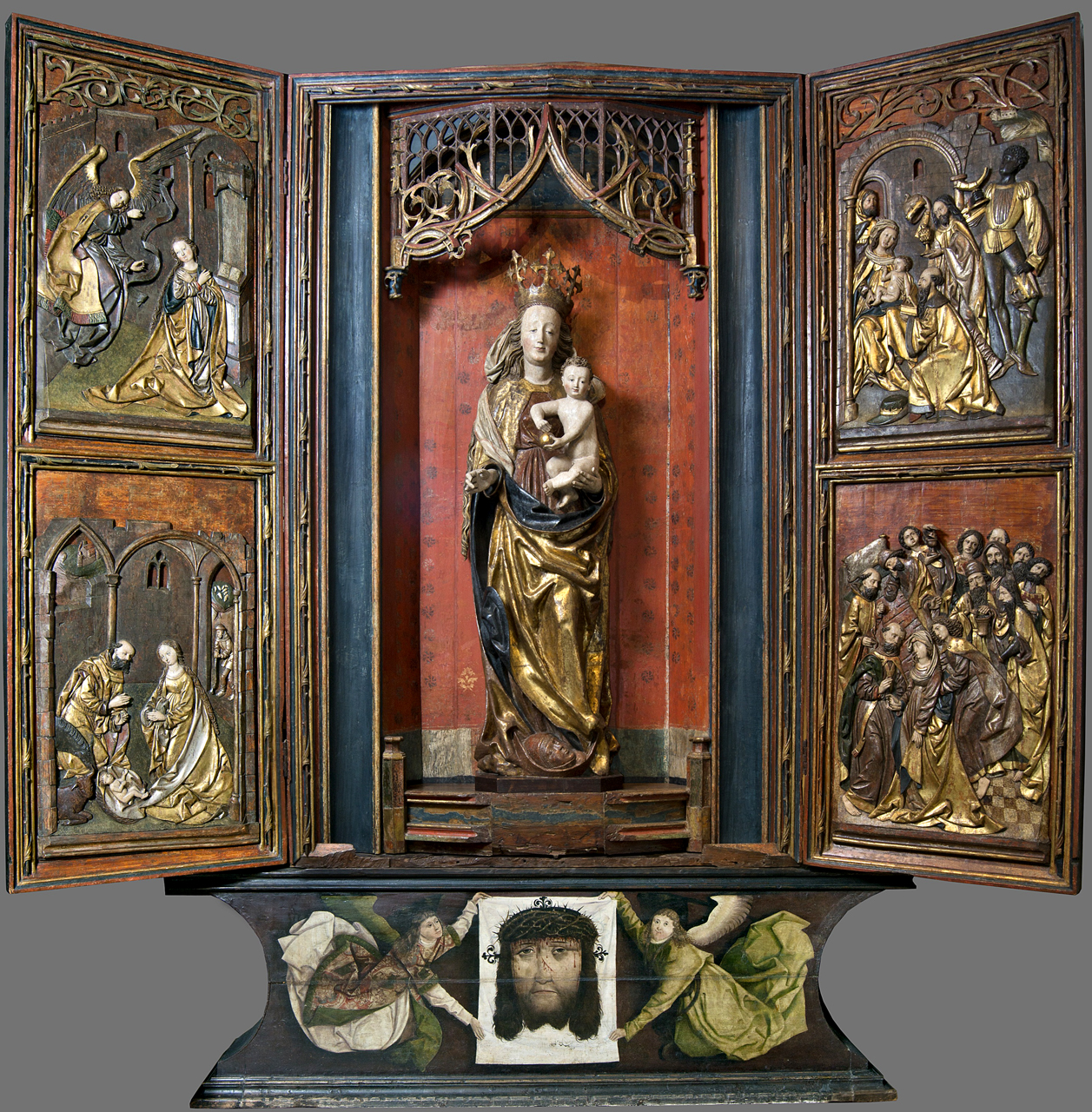
Archa z Velhartic (1490-1500), Národní galerie v Praze

Velhartická archa, pocházející z let 1490-1500, je téměř jediným kompletně zachovaným pozdně gotickým oltářem svého druhu v Česku. Oltář je výjimečný kvalitou řezbářského zpracování. Původně byl objednán pro farní kostel Narození Panny Marie ve Velharticích v jihozápadních Čechách, kde patrně stál na mense hlavního oltáře. Je vystaven v expozici středověkého umění Národní galerie v Praze.

## Historické souvislosti
Oltář vznikl v hornorakouských dílnách, které byly velmi silně svázány s jihočeským prostředím, nebo přímo v jihozápadních Čechách (Klatovy). Donátorem oltáře byl majitel velhartického panství Vilém z Rýzmberka (Vilém von Riesenberg).
Vilémův otec Děpolt, pocházející z boční větve šlechtického rodu Švihovských, která se ve 14. století psala z Dolan a od 15. století z Rýzmberka, zakoupil hrad Velhartice v polovině 15. století od pánů z Hradce. Děpolt byl v letech 1445-1448 purkrabím Pražského hradu a po smrti roku 1474 byl pohřben v kostele Narození Panny Marie ve Velharticích po boku své manželky Kateřiny z Lemberka. Vilém z Rýzmberka byl od roku 1487 jediným vlastníkem panství a rovněž významným mecenášem tamního farního kostela. Zemřel v roce 1505 a byl pohřben na stejném místě jako jeho rodiče. Po něm přešly Velhartice do rukou Zdeňka Lva z Rožmitálu. Vznik Velhartické archy je kladen do doby života Viléma z Rýzmberka mezi lety 1490-1500.
Velhartická archa byla roku 1772 přemístěna do velhartického hřbitovního kostela svaté Maří Magdalény a odtud v roce 1902 zakoupena pro sbírky Uměleckoprůmyslového muzea v Praze. Od roku 1949 byla nejprve zapůjčena a později i převedena do majetku Národní galerie v Praze. V letech 1975-1976 oltář restauroval Josef Kotrba.

## Popis a zařazení
Oltářní skříň, zhotovená ze dřeva jehličnanu, má rozměry 247 × 160 cm. Křídla s reliéfními dřevořezbami na vnitřní straně a malovanými výjevy na zadní straně mají rozměr 247 × 80 cm. Skříň stojí na původní malované predelle (76 × 240 cm).
Ikonografie oltáře odpovídá úsilí o obnovení mariánského kultu v katolickém prostředí po husitských válkách a zobrazuje život a skutky Panny Marie. Střed oltáře tvoří socha Madony zhotovená z lipového dřeva a krytá polychromií. Panna Marie je znázorněna jako Assumpta stojící na půlměsíci a zároveň jako korunovaná královna nebes (původně s žezlem v pravé ruce). Toto zobrazení, vycházející ze středověkých interpretací Zjevení svatého Jana, kde je Panna Maria jako apokalyptická žena vítězící nad zlem ztotožněna s církví, bylo mimořádně populární v německém sochařství 15. století. Assumpta byla chápána jako oslavení církve vítězné (Ecclesiae triumphantis). Půlměsíc s ženskou lunární maskou, která buď znázorňuje biblickou Evu nebo alegorii tzv. "Frau Welt", symbolizující nestálost a světské požitky, se vyskytuje pouze ve Švábsku, Francích a horním Porýní (Centrální část hlavního oltáře, Klášter Blaubeuren, Madona v St. Nikolaus, Überlingen). V českém gotickém sochařství je nezvyklý a naznačuje úzký vztah autora k dílně ulmského řezbáře Michela Erharta a jeho syna Gregora. Styl drapérie Velhartické Madony prozrazuje znalost Erhartovy sochy Scholastiky z oltáře v Blaubeuren. Ježíšek drží v ruce jablko jako symbol budoucího Ježíšova vykoupení z prvotního hříchu (nebo sféru jako symbol jeho nebeské vlády). Zadní strana skříně je zdobena šablonovými motivy chrp na červeném podkladě.
Nízké polychromované a zlacené reliéfy křídel zobrazují postavy zasazené do architektonického rámce a jsou velmi kvalitním dílem jiného řezbáře. Svým provedením mají blízko k oltáři ze zámecké kaple v Eggendorfu (nyní muzeum Linec) a nelze vyloučit jejich vznik v téže dílně. Na levém křídle oltáře je scéna Zvěstování a Adorace Ježíška (podle vidění sv. Brigity Švédské), vpravo: Klanění tří králů, Smrt Panny Marie (zde jako Poslední modlitba Panny Marie). Podle Alberta Kutala je souvislost se švábským sochařstvím okruhu M. Erharta zřejmá. Jako vzor mohl sloužit oltář, který Michel Erhart zhotovil kolem roku 1482 pro poutní kostel Panny Marie v Thalkirchen. Kompozičními vzory byly grafické listy Mistra E.S. a Martina Schongauera. Regotizační tendence v zobrazení se projevují protáhlostí a potlačenou tělesností postav a dlouhými obloukovými záhyby drapérií. Řezbářské ztvárnění je charakteristické souvislým lineárním pohybem a ploše rytmizovanou soustavou linií. Styl reliéfů předznamenává díla Mistra Žebráckého oplakávání.
Malovaná vnější strana křídel, zobrazující scény ze života Panny Marie, je blízká norimberské malbě dílny Hanse Trauta ml. nebo Monogramisty RF. Je poměrně tradiční a používá ustálené kompoziční vzory, ale celek je výsledkem pozdějších přemaleb a má nižší kvalitu než řezby na přední straně křídel. Zobrazuje scény – vlevo: Uvedení Panny Marie do chrámu, Útěk do Egypta, vpravo: Zasnoubení Panny Marie s Josefem, Dvanáctiletý Ježíš v chrámu. Malíř zasadil postavy do prostoru, který pojal jako komponentu výtvarně rovnocennou figurálním kompozicím. Pozadí výjevů je zdobeno ornamentem.
Na predelle je ve středu namalován Veraikon nesený dvěma anděly. Na bocích predely jsou poprsí dvou proroků a na zadní straně dva zemští patroni – Svatý Václav a Svatý Vít. Mezi nimi je ve středu prázdný výklenek, kde byl patrně dříve reliéf s Pietou nebo Oplakáváním. Původně byly po stranách také dva erby donátorů, které zaznamenali historikové Hostaš a Vaněk. Erby byly odstraněny během restaurování někdy na počátku 20. století. Je pravděpodobné, že čelní stranu predely tvořil výklenek s Pietou a Sv. Václavem a sv. Vítem a Veraikon stranu zadní.
Mistr, v jehož dílně vznikla Velhartická archa, navazoval na hornorakouské řezbářství (Mistr Kefermarktského oltáře) a byl ovlivněn svým současníkem Michelem Erhartem. Shodné rysy v dílech obou sochařů mohou svědčit, že pocházel ze Švábska nebo se ještě v polovině 90. let 15. století pohyboval v okolí Ulmu. Socha Panny Marie typologicky navazuje na některá jihoněmecká díla (Madony z Kaufbeuren, z Rottweil). Mistr Velhartické archy působil na jihozápadě Čech až do první čtvrtiny 16. století a jsou mu připisována některá další sochařská díla v tomto regionu. Jeho vliv sahá až k následovníkům – Mistru Žebráckého Oplakávání a zejména Mistru Zvíkovského Oplakávání. V boční lodi kostela Narození Panny Marie ve Velharticích byl v době Viléma z Rýzmberka jiný pozdně gotický oltář zasvěcený sv. Anně Samotřetí, který lze považovat za přímý import ze Švábska.

### Příbuzná díla
- Madona z Křištína[18]
- Panna Maria, sv. Petr, sv. Pavel, Volenice na Strakonicku
- Světice (Sv. Kateřina Sienská), Muzeum hlavního města Prahy[19]

### Díla odvozená
- Panna Maria s Ježíškem, Západočeské muzeum v Plzni[20]
- Madona z Mlázov (torzo)